# François Bordes
Pour les articles homonymes, voir François Bordes (archiviste) et Bordes.
Œuvres principales
- La Vermine du lion
- Ceux de nulle part

Henri Louis François Bordes, né le 30 décembre 1919 à Rives et mort le 30 avril 1981 à Tucson, est un préhistorien français qui a apporté une contribution majeure à la connaissance du Paléolithique et a défini une nouvelle approche de l'étude des ensembles de mobilier archéologique. 
Il a également écrit des romans et des nouvelles de science-fiction sous le pseudonyme de Francis Carsac.

## François Bordes, préhistorien

### Parcours et principaux apports

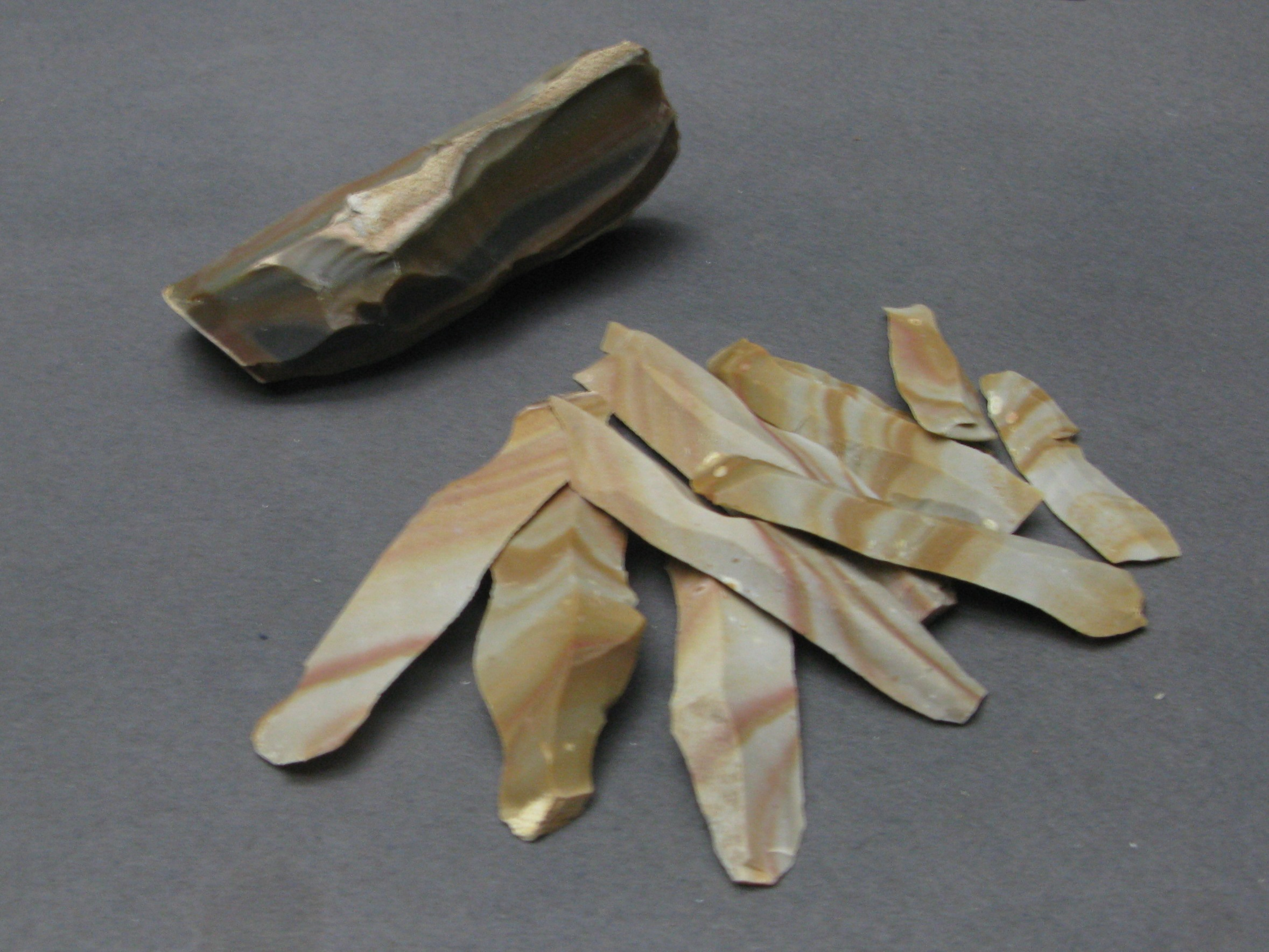
Nucléus et lames expérimentales de François Bordes exposés au musée d'Aquitaine de Bordeaux

Durant son enfance, François Bordes lit et relit La Guerre du feu. Adolescent, grâce à sa bicyclette, il explore les sites reclus de sa région natale. À l'âge de 15 ans, il obtient un permis pour déblayer le site du Roc de Gavaudun. Entré à l'université en 1936, il passe à Bordeaux un certificat de licence en botanique en 1938 et un certificat de licence en géologie en 1940. Il est mobilisé durant la Seconde Guerre mondiale et échappe de peu au travail forcé en Allemagne en se faisant embaucher comme mineur dans le Périgord. Il est rapidement démobilisé en février 1941. En 1942, il passe un certificat de chimie générale et de minéralogie en 1943 à Toulouse. Volontaire des Forces françaises de l'intérieur en 1944, blessé en novembre, il est définitivement démobilisé en 1945, victime d'une explosion de grenade.
Ses études à Toulouse, Bordeaux et Paris lui permettent d'obtenir un doctorat ès sciences pour sa thèse intitulée Les limons quaternaires du Bassin de la Seine - Stratigraphie et Archéologie paléolithique, soutenue en 1951 et publiée en 1954 dans les Archives de l'Institut de Paléontologie Humaine. Il entre ensuite au CNRS (1945-1955) avant de devenir professeur de géologie du Quaternaire et Préhistoire à la Faculté des Sciences de l'université de Bordeaux en 1956. Il y fonde l'Institut du Quaternaire (devenu par la suite Institut de Préhistoire et de Géologie du Quaternaire, UMR 5808, puis PACEA, UMR 5199). De 1957 à 1975, il exerce la fonction de directeur des Antiquités Préhistoriques d'Aquitaine, dont l'équivalent actuel est Conservateur Régional de l'Archéologie qui regroupe « Antiquités Préhistoriques » et « Antiquités Historiques » (Ministère de la Culture).

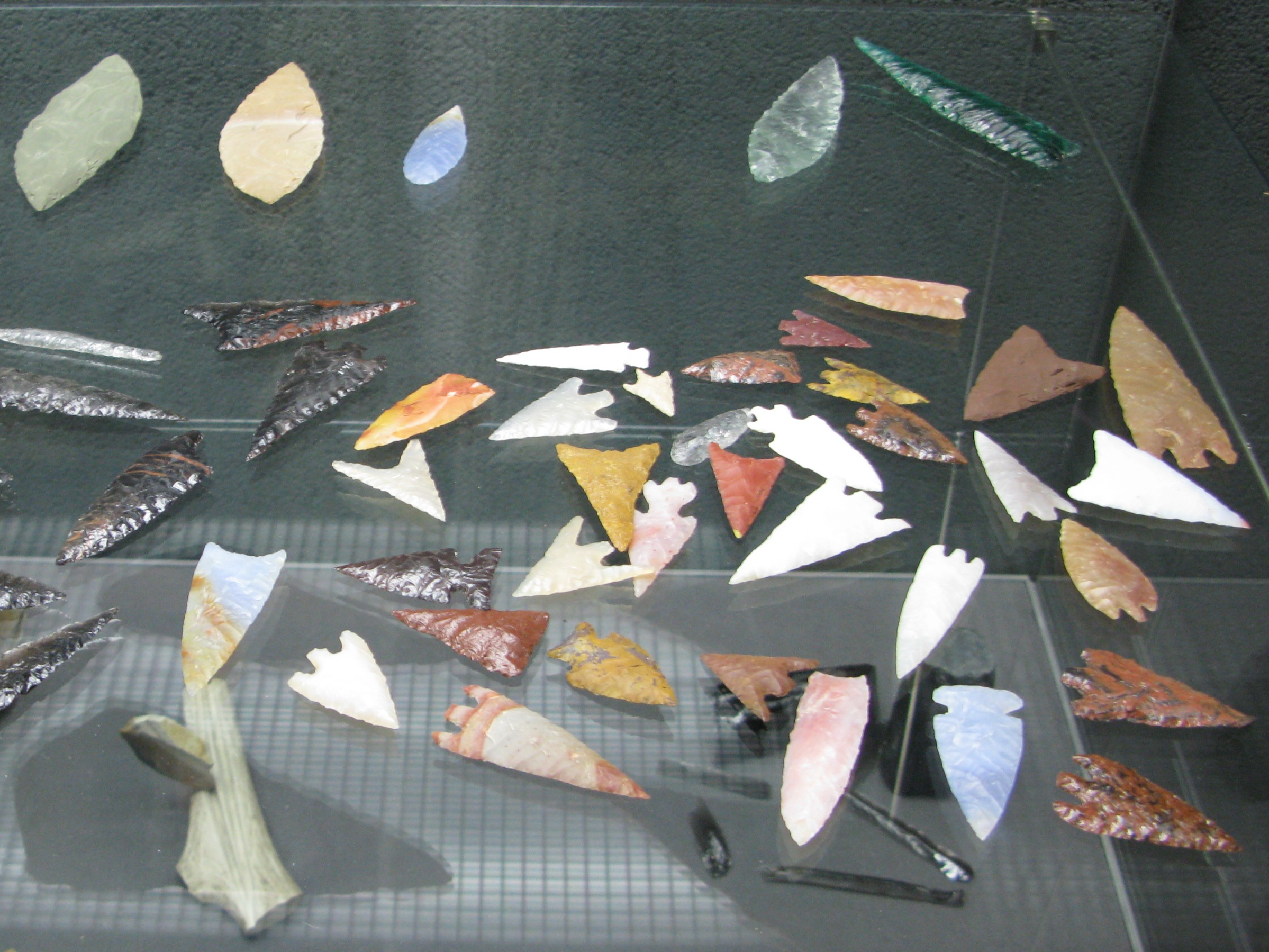
Autres exemples de pièces expérimentales en roches dures réalisées par François Bordes et exposées au musée d'Aquitaine

Il dirige des fouilles archéologiques dans de nombreux gisements de première importance dans le Sud-Ouest de la France, notamment au Pech de l'Azé, à Combe-Grenal ou à Corbiac (Bergerac). Sa principale contribution consiste à décrire la diversité des industries lithiques du Paléolithique ancien et moyen à l'aide d'outils statistiques simples. La définition d'une liste de types d'outils facilite notamment les comparaisons entre industries et le conduit à définir ou décrire un certain nombre de faciès du Moustérien, notamment le Moustérien de type Quina. Cette approche statistique novatrice, connue notamment sous l'appellation de « méthode Bordes », est beaucoup utilisée par la suite. Elle est encore en partie employée aujourd'hui, même si les études technologiques récentes permettent de relativiser les aspects purement typologiques qu'elle comporte.
Il est également l'un des premiers à faire de la taille expérimentale des roches dures un outil incontournable pour la compréhension des industries préhistoriques.
François Bordes meurt d'une crise cardiaque lors d'une visite à l'université de l'Arizona. Il repose à Carsac où il avait établi sa résidence secondaire.

### Vie privée
François Bordes épouse Denise de Sonneville en 1943. Il est lui aussi encore étudiant. Leur premier fils Georges naît en 1945, suivi de Cécile en 1947.

## Hommages
L'Institut du Quaternaire de l'Université Bordeaux 1 a été reconnu « Centre François Bordes ». 

À Rives, sa ville natale, et à Villeneuve-sur-Lot, une plaque a été posée et une avenue porte son nom. 

Une médaille commémorative en bronze a été coulée. 

Entre Talence et Pessac, dans le domaine universitaire de Bordeaux, la station de tramway la plus proche de son laboratoire porte son nom depuis 2003. 

La « Maison François Bordes », propriété de l'Université Bordeaux 1, a été inaugurée en juin 2004 aux Eyzies-de-Tayac après réhabilitation de l'ex « fondation Lacorre » donnée en son temps à l'université Paris VI. 

En juillet 2007, une plaque a été apposée sur sa maison familiale de Carsac, en Dordogne.
Plusieurs manifestations scientifiques ont été organisées autour de son œuvre : les 15 et 16 juin 1991, une séance de la Société préhistorique française, décentralisée à Talence ; un cycle de conférences de la « vallée de la Couze » en août 2006 ; et un colloque international « François Bordes » à Bordeaux les 22-24 avril 2009, à l'occasion du 134e congrès national des sociétés historiques et scientifiques.

## Publications
François Bordes a publié plus de deux cent contributions concernant la Préhistoire et la géologie du Quaternaire. Certains recueils fondés sur son enseignement universitaire ont été publiés après sa mort. Outre cette vaste production, il a aussi écrit des romans et nouvelles.

### Publications scientifiques
- Voir la liste de ses publications disponibles sur Persée
- [1947] « Étude comparative des différentes techniques de taille du silex et des roches dures », L'Anthropologie, t. 51, nos 1-2,‎ 1947, p. 1-29 (lire en ligne [sur gallica]).
- [1950] « Principes d'une méthode d'étude des techniques de débitage et de la typologie du Paléolithique ancien et moyen », L'Anthropologie, t. 54, nos 1-2,‎ 1950, p. 19-34 (lire en ligne [sur gallica]).
- [1950] « L'évolution buissonnante des industries en Europe occidentale. Considération théoriques sur le Paléolithique ancien et moyen », L'Anthropologie, t. 54, nos 5-6,‎ 1950, p. 393-420.
- « [Bordes & Bourgon 1951] François Bordes et M. Bourgon, « Le complexe moustérien : Moustériens, Levalloisien et Tayacien », L'Anthropologie, t. 55,‎ 1951, p. 1-23.
- [1953] « Essai de classification des industries "moustériennes" », Bulletin de la Société Préhistorique Française, t. 50,‎ 1953, p. 457-466.
- [1968] Le Paléolithique dans le monde, Paris, Hachette, coll. « L'univers des connaissances » (no 33), 1968, 256 p.. Traduction néerlandaise : Aan de wieg van de mensheid. Paleontologie van het steentijdperk, Wereldakademie W. De Haan / J.M. Meulenhoff.
- [1961 (2000)] Typologie du Paléolithique ancien et moyen (préf. Raymond Vaufrey), vol. 1 (85 p., texte) et vol. 2 (216 p., planches), Paris, CNRS éditions (réimpr. 1967 (Delmas), 1979, 1981 (CNRS), 2000 (1 seul vol., CNRS), 2005 (CNRS)) (1re éd. 1961, impr. Delmas, Institut de Préhistoire de l'université de Bordeaux, Mémoire no 1), 111 p., sur gallica (éd. 2000) (présentation en ligne, lire en ligne).
- [1984] Leçons sur le Paléolithique, t. 1 (Notions de géologie quaternaire, VIII-459 p.) + t. 2 (Paléolithique en Europe, XV-288 p.), CNRS, 1984.

### Francis Carsac, pseudonyme
François Bordes a publié des romans et nouvelles de science-fiction sous le pseudonyme Francis Carsac. En 1959 il déplorait le grand manque de rigueur scientifique généralement déployé dans les ouvrages de science-fiction ; nul doute qu'il a su appliquer cette rigueur et ses connaissances dans ses écrits du genre.

#### Romans
- Ceux de nulle part, 1954La Ligue des Terres Humaines lutte conte une terrible menace qui plane sur l'univers : des créatures mystérieuses qui éteignent les soleils.
- Les Robinsons du Cosmos, 1955À la suite d'un accident cosmique, un village français est déplacé sur une planète étrangère dont les nouveaux habitants vont devoir découvrir les ressources et les menaces.
- Terre en fuite, 1960
- Pour patrie l'espace, 1962Un soldat de l'armée impériale est recueilli sur une arche spatiale appartenant au « peuple des étoiles », descendant de ceux qui avaient fui la Terre, persécutés par l'Empire.Nouvelle édition à L'Arbre Vengeur en 2020.
- Ce monde est nôtre, 1962Suite de Ceux de nulle part, des siècles après. La Ligue des Terres Humaines arbitre les conflits sur les planètes comportant plusieurs espèces intelligentes.
- La Vermine du lion, 1966Un géologue humain aide les populations indigène de la planète Eldorado à combattre une compagnie minière de la terre.
- Sur un monde stérile, 1997 (écrit en 1945).

#### Nouvelles
- Hachures, 1954
- Taches de rouille, 1954
- Genèse, 1958
- L'Homme qui parlait aux martiens, 1958
- Le Baiser de la vie, 1959
- Sables morts, 1959
- La Revanche des Martiens, 1959
- Quelle aubaine pour un anthropologue !, 1959
- Les pauvres gens, 1959
- La Voix du loup, 1960
- Premier Empire, 1960
- Une fenêtre sur le passé, 1961
- L'Ancêtre, 1962
- Dans les montagnes du destin, 1971
- Le Dieu qui vient avec le vent, 1972
- Tant on s'ennuie en Utopie, 1975
- L'homme qui voulut être Dieu, 1970
- Les Mains propres, 1981
- Celui qui vint de la grande eau, 1982

#### Traductions de nouvelle
- Poul Anderson (trad. Francis Carsac), Souvenir lointain [« The long remembering »], 1957